# Pegusa lascaris
El lenguado de arena (Pegusa lascaris) es un pez plano de la familia Soleidae  en el orden Pleuronectiformes. Se alimenta de poliquetos, gambas, crustáceos y bivalvos.
Se encuentra en las  costas del  Atlántico oriental, mar Mediterráneo y mar Negro.